# Srpska vojska Krajine
Srpska vojska Krajine naziv je za paravojsku koja je stvorena 1991. za vrijeme pobune Srba na području Republike Hrvatske koje su pobunjenici prozvali Republika Srpska Krajina. U pitanjima opskrbe, zapovijedanja i obavještajne potpore, SVK je bila bitno oslonjena na Vojsku Jugoslavije, čiji je zapovjedni kadar u smjenama slan da zapovijeda postrojbama SVK, te čijem su Generalštabu vojna zapovjedništva SVK davala svakodnevna službena izvješća. 
Nakon što su općinske vlasti na području "Srpske Krajine" koristile organizacijsku strukturu elemenata Teritorijalne obrane i Milicije nastalih u doba Socijalističke Republike Hrvatske, te opremu, naoružanje i streljivo koje joj je na raspolaganje bila dala Jugoslavenska narodna armija, u vrijeme osnivanja Savezne Republike Jugoslavije  (27. travnja 1992. god.) su  odlukom Saveznog sekretarijata narodne odbrane novoosnovane SRJ od 28. travnja 1992. god. formirane postrojbe i zapovjedništva SVK, koju će potom kao svoju vojnu silu prihvatiti civilna tijela Republike Srpske Krajine. Međutim će Srpska Vojska Krajine funkcionalno ostati povezana s Vojskom Jugoslavije - pod kojim su imenom nakon osnivanja SRJ nastavile djelovati postrojbe JNA. SRJ će do kraja postojanja SVK financirati opskrbu za tu vojsku, uključujući plaće njenih pripadnika - što je nadilazilo skromne financijske mogućnosti lokalnih Srba u Hrvatskoj.
Zadnji dio naoružanja SVK je, tijekom Mirne reintegracije Podunavlja u pravni sustav R Hrvatske, u svibnju i lipnju 1996. godine preuzet u skladišta Vojske Jugoslavije.
Svjedočeći na Međunarodnom sudu za ratne zločine počinjene na području bivše Jugoslavije u Haagu, srpski visokopozicionirani obavještajni časnik Slobodan Lazarević je posvjedočio da su Srpska vojska Krajine i Vojska Republike Srpske bili samo dijelovi Vojske Jugoslavije, jer su sve oružje i oprema dolazili iz Srbije, a iz Beograda je osiguravan sav časnički kadar i financije. Lazarević je za primjer naveo opsadu Bihaća koji su istovremeno napadala dva korpusa Vojske RS i tri korpusa Srpske vojske Krajine, uz zapovijedanje izravno iz Generalštaba u Beogradu. Sam Slobodan Lazarević je bio u zapovjedništvu 21. korpusa SVK, te je obavještajna služba tog korpusa dobivala zapovijedi izravno od Generalštaba u Beogradu; obavještajci su dakle dobivali zapovijedi izravno iz Beograda, a ne od zapovjedništvu u Kninu. Časnici SVK su zapravo bili časnici Vojske Jugoslavije, koji si sa svojim obiteljima živjeli u Srbiji, te bi u smjenama od po 6 mjeseci dolazili zapovijedati postrojbama SVK, ne prekidajući svoj status kod Vojske Jugoslavije, od koje su čitavo vrijeme primali plaću i koja je odlučivala o njihovim promaknućima.

## Povijest
Srpska vojska Krajine je bila organizirana u sedam korpusa:
- 21. Kordunski korpus
- 39. Banijski korpus
- 18. Zapadno-slavonski korpus
- 11. Istočno-slavonski korpus
- 15. Lički korpus
- 7. Dalmatinski korpus
- Korpus specijalnih jedinica

Pri formiranju, cjelovite postrojbe JNA preimenovane su u jedinice SVK: naprosto su vojni obveznici s drugih područja zamijenjeni rezervistima s područja RSK. Tako je na mjestu bivšeg 9. (Kninskog) korpusa JNA ustrojen 7. (Dalmatinski) korpus SVK - u istim vojarnama, stožerima, s istim skladištima, naoružanjem itd.
JNA je ostavila SVK čak i zrakoplovnu postrojbu stacioniranu na aerodromu u Udbini s desetak borbenih zrakoplova "Jastreb" i raznim drugim letjelicama, jednu raketnu brigadu protuzračne obrane i jednu raketno - topničku brigadu protuzračne obrane.
Brojnost Srpske vojske Krajine bilo je sljedeća:
- 38.000 vojnika i časnika
- 14.500 rezervista
- 4.100 pripadnika milicije (policije)

Nakon operacije "Bljesak" 1. svibnja 1995. je od postrojbi 18. korpusa ostalo samo 250 vojnika; u situaciji kada se očekivanim ekonomskim teškoćama zbog odijeljenosti od preostalih područja Hrvatske pridružile posljedice Međunarodnih sankcije protiv SR Jugoslavije nedostajali su u svim preostalim postrojbama SVK rezervni dijelovi za motorna vozila, a nisu vojna skladišta te vojske u razdoblju pred operaciju Hrvatske vojske "Oluja" - koja će uslijediti u kolovozu 1995. - raspolagala nikakvim zalihama vojne obuće i odjeće. Nedostajalo je sredstava veze, te je pretežni dio komunikacije između vojnih postrojbi osiguravan korištenjem civilnog telefonskog sustava. U pokušaju popunjavanja preostalih postrojbi SVK dovedeno je u prvoj polovini lipnja 1995. god. oko 1.000 dragovoljaca iz Srbije i 5.500 vojnih obveznika koji su mobilizirani na teritoriju Republike Srbije. Iz Srbije je tada dobavljeno i nešto naoružanja - tako 10 oklopnih transportera iz sastava 2. motorizirane brigade VJ iz Valjeva i 26 tenkova M-84 izuzetih od 211. oklopne brigade VJ iz Niša.  Pristupilo se organiziranju dodatnog Korpusa specijalnih jedinica s 3.000 pripadnika, kojemu se dodijelilo prikladno naoružanje i opremu; ta postrojba nije bila vezana uz određeni teritorij, nego je trebala predstavljati pokretnu rezervu SVK. Zapovijedanje tom postrojbom je povjereno pukovniku Miloradu Stuparu koji je upućen iz garnizona Vojske Jugoslavije u Pančevu.

## Vojna podrška iz Beograda - od ključne važnosti za djelovanje SVK
RSK je imala vrlo slabo gospodarstvo - koje je stalno trpjelo nestašice električne energije i goriva - te nije mogla sama uzdržavati tako znatne vojne snage: SVK je zapravo čitavo vrijeme bila uzdržavana iz Beograda, i stalno je ostala oslonjena na Vojsku Jugoslavije, koja ju je opremala i naružavala čak i pod cijenu ugrožavanja vlastite borbene spremnosti.  
Vojska Jugoslavije je čitavo vrijeme 1991. – 1995. osiguravala časnike za zapovijedanje SVK i tehničko osoblje za poslove uz vojne snage; niži stožeri SVK su povremeno komunicirali izravno sa zapovjedništvom Vojske Jugoslavije u Beogradu mimo glavnog zapovjedništva Vojske RSK u Kninu.
U Beogradu se čak odlučivalo o unaprjeđenje u više vojne činove: tako primjerice u dokumentu Pov. br. 08/1-39-1 od 12. siječnja 1993. godine vidimo kako ministar unutrašnjih poslova RSK Milan Martić šalje 12. siječnja 1993. godine prijedlog Glavnom štabu Vojske Jugoslavije, za unaprjeđenje pukovnika Stojana Španovića (koji u to vrijeme obnaša dužnost ministra obrane RSK) u generalski čin - o čemu se predlaže donijeti "Ukaz predsednika SRJ", uz obrazloženje:
"Pukovnik ŠPANOVIĆ Milana STOJAN je po svojoj želji upućen na severno dalmatinsko i ličko ratište u sastav 9. korpusa. U vremenu od 06.10.1991. godine do 26.03.1992. godine nalazio se na dužnosti Komandanta 1. mbr. 9. korpusa. S brigadom je oslobodio veću teritoriju na području Like i sprečio genocid srpskog naroda. Posebno se istakao u pripremi i organizaciji izvođenja borbenih dejstava, kao i u izvršenju mobilizacije jedinice. U vremenu od 26.03.1992. godine od kada je konstituisana Vlada RSK Krajine, izabran je na funkciju ministra odbrane, na kojoj se i sada nalazi. U izuzetno složenim uslovima i s malim brojem pomoćnika, uspeo je da konstituiše Ministarstvo odbrane, utvrdi doktrinu i koncepciju odbrane RSK, razradi neophodne Zakone i obezbedi funkcionisanje odbrane. Pokazao je veliku političku zrelost i diplomatičnost u pokretanju i rešavanju statusnih pitanja konstituisanja RSK kao i u kontaktima s predstavnicima UN i UPRF. Na sednici Vlade RSK u prvoj polovini 1992. godine pokrenut je predlog da se pukovnik ŠPANOVIĆ STOJAN, za dati doprinos u jačanju odbrane RSK, predloži za unapređenje u čin general-majora." (op.: S. Španović ipak nije unaprijeđen za generala, nego je kod VJ umirovljen 1999. godine, u činu pukovnika.)
Ovakvo stanje traje sve do kraja rata: 14. veljače 1995. godine 7. kninski korpus SVK šalje prijedlog 40. kadrovskom centru Generalštaba VJ u Beogradu za unaprjeđenje 37 vojnih časnika VJ na službi u SVK.
Časnici iz Srbije koje je VJ "posuđivala" SVK-u obnašali su sve ključne zapovjedne dužnosti u SVK. Tako pred samu akciju "Oluja" 1995. god. pukovnici VJ Rade Orlić i Rade Rašeta obnašaju dvije najviše dužnosti u obavještajnom sustavu SVK (Orlić kao šef vojne obavještajne službe SVK, a Rašeta kao šef odjela za obavještajne poslove pri Glavnom štabu SVK); poslije su na suđenju generalu Momčilu Perišiću pred MKSJ njih dvojica svjedočili da je obavještajna služba SVK bila blisko koordinirana s odgovarajućim službama VJ, te da je svaki od njih dvojice svakodnevno održavao kontakt s Generalštabom VJ. Na suđenju Momčilu Perišiću je nedvosmisleno ustanovljeno kako je pomoć VJ u naoružanju, opremi, kadrovima, obavještajnim informacijama, čak i u hrani bila od krucijalne važnosti za opstanak VSK.

## Oprema
- Tenkova je bilo ukupno 330 i sačinjavali su sljedeći modeli:
  - T-34
  - T-55
  - M36
  - M18 Hellcat
  - T-72 (2)
  - M-84 (30)
  - M-84A
- Oklopni transporteri i ostala oklopna vozila, ukupno 160 komada:
  - M-60
  - M-60A
  - PT-61
  - BVP M-80
  - BOV 2
  - BRDM
- Zrakoplovi (22) i helikopteri (18)
  - Jastreb
  - Soko J-22 Orao
  - G-4 Super Galeb
  - helikopter Mi-8
  - helikopter Gazela
- Topništvo
  - 560 topova raznih kalibara
  - 28 višecijevnih raketnih bacača
  - 360 protuavionskih topova
  - 230 protuoklopnih topova
  - 72 lansera protuoklopnih raketa
  - 280 sistema protuavionskih raketa
- Razno
  - Oklopni vlak Krajina ekspres

## Raspuštanje VSK 1995. i 1996.
Tijekom Operacije Oluja 1995. god., većina efektiva VSK se povukla na područje Republike Srpske i tamo predala oružje i opremu Srpskoj vojsci Krajine. Dio naoružanja i opreme koji je zaostao kod povlačenja zaplijenila je Hrvatska vojska, koja je zarobila i cijeli 21. korpus VSK.
11. korpus VSK je nastavio djelovati na okupiranom području Republike Hrvatske uz granicu sa Srbijom, te se nakon Erdutskog sporazuma pristupilo i njegovom rasformiranju u svibnju i lipnju 1996. godine. Oružje VSK koje se nalazilo u naružanju njenog 11. Korpusa nije predano ni Hrvatskoj vojsci, ni UNTAES-u, nego Vojsci Jugoslavije, čiji je 11. korpus - i zapravo cijela Srpska vojska Krajine - efektivno i bio dio.

## Vanjske poveznice
- Vojska Republike Srpske Krajine
- "Vojni ustroj i djelovanje pobunjenih Srba na području sjeverne Dalmacije 1991. – 1995."  Arhivirana inačica izvorne stranice od 30. rujna 2023. (Wayback Machine) RADOŠ, IVAN Doctoral thesis / Disertacija 2018., Hrvatski studiji Sveučilišta u Zagrebu